# Süketgyíkfélék
A süketgyíkfélék családja (Lanthanotidae) a hüllők (Reptilia) osztályába a  pikkelyes hüllők (Squamata) rendjébe és a gyíkok (Sauria)  alrendjébe tartozó család.
A család egyetlen ismert faja a borneói süketgyík (Lanthanotus borneensis). Minden más gyíkcsaládtól elkülönülő jellegzetessége a gyenge látás, csökevényes végtag, vastag test. Éjszakai állatok.